# Alpaida monzon
Alpaida monzon Levi, 1988 è un ragno appartenente alla famiglia Araneidae.

## Etimologia
Il nome della specie deriva dalla valle peruviana in cui sono stati rinvenuti gli esemplari: la Monzon Valley.

## Caratteristiche
L'esemplare femminile rinvenuto ha dimensioni: cefalotorace lungo 1,6 mm, largo 1,3 mm; il primo femore misura 1,7 mm e la patella e la tibia circa 1,9 mm.

## Distribuzione
La specie è stata rinvenuta nel Perù centrale: nella Monzon Valley, all'altezza di Tingo María, nella regione di Huánuco.

## Tassonomia
Al 2015 non sono note sottospecie e dal 1988 non sono stati esaminati nuovi esemplari.